# Unterbärnkopf
Unterbärnkopf ist ein Dorf in der Gemeinde Bärnkopf im Bezirk Zwettl in Niederösterreich
Das Dorf liegt westlich des Hauptortes Bärnkopf an der Landesstraße L72.

## Geschichte
Es entstand schon nach der Gründung als Holzfällersiedlung ab 1760, zeitweise wird es als Mittlerer und Letzter Bärenkopf bezeichnet, im Gegensatz zum Hauptort, der Erster Bärenkopf heißt, bezeichnet, seit 1998 ist sie offizieller Teil der Gemeinde.